# 塩素酸亜鉛
塩素酸亜鉛（えんそさんあえん、英Zinc chlorate）は、
Zn(ClO3)2で表される無機化合物。吸湿性があり、一般には六水和物が流通している。他の塩素酸塩と同様、強い酸化性を有する。

## 法規制
GHSにおける酸化性固体（区分2）に該当し、各国で貯蔵や運搬に規制がある（国連番号1513）。日本では船舶安全法や航空法によってGHSに基づく規制があり、また消防法に基づく危険物第1類および毒物及び劇物取締法に基づく劇物に指定されている。
他に、労働安全衛生法、大気汚染防止法、PRTR法にも規定がある。